# Рамсла
Рамсла (нем. Ramsla) — община в Германии, в земле Тюрингия. 
Входит в состав района Веймар. Подчиняется управлению Берльштедт. Население составляет 321 человек (на 31 декабря 2010 года). Занимает площадь 4,04 км².
Община подразделяется на 9 сельских округов.